# Die Kinder des Kapitän Grant

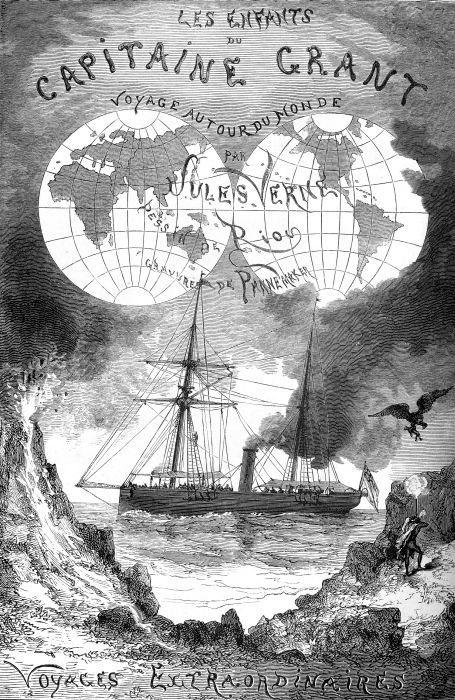
Titelblatt der französischen Originalausgabe mit einer Illustration des Zeichners Édouard Riou

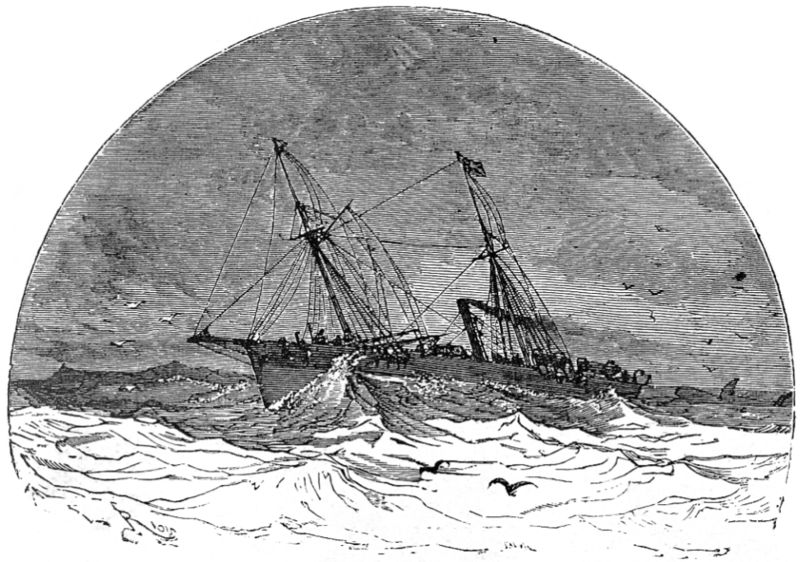
Lord Glenarvans Dampfschiff Duncan

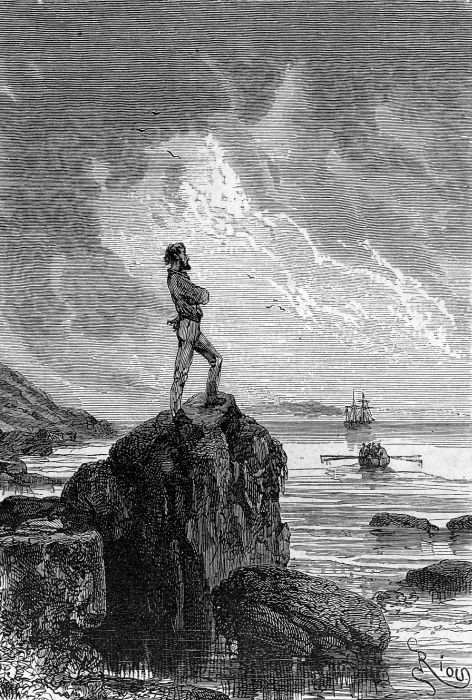
Der auf der Insel Tabor ausgesetzte Ayrton beobachtet die Abfahrt der Duncan

Die Kinder des Kapitän Grant ist ein Roman des französischen Autors Jules Verne. Der Roman erschien erstmals 1867/1868 in drei Bänden unter dem französischen Titel Les Enfants du Capitaine Grant von dem Verleger Pierre-Jules Hetzel veröffentlicht. Die erste deutschsprachige Ausgabe erschien 1875 unter dem Titel Die Kinder des Kapitän Grant. Der englische Titel des Romans lautet In Search of the Castaways. Es ist – neben dem Roman  Die geheimnisvolle Insel – Jules Vernes umfangreichstes Buch.

## Handlung
1864: Der schottische Lord Edward Glenarvan findet auf der Jungfernfahrt seiner Dampfjacht Duncan im Magen eines erlegten Hammerhaies eine Flaschenpost. Sie birgt drei gleiche Schriften, je eine auf Deutsch, Englisch und Französisch. Aus der Kombination dieser teilweise vom Salzwasser zerfressenen Mitteilungen ergibt sich, dass der verschollen geglaubte Kapitän Grant mit zwei Matrosen einen Schiffbruch am 7. Juni 1862 überlebt hat. Nur die geografische Breite, 37° 11′ südlich, ist lesbar, nicht aber die Länge. Aus den Wortfetzen „gonie“ und „indi“ schließt man, Grant sei möglicherweise von Indianern in Patagonien verschleppt worden. Glenarvan beschließt, seinen schottischen Landsmann Grant zu retten.
Die Duncan wird von Kapitän John Mangles für die Reise nach Südamerika ausgerüstet. Neben Glenarvans frisch angetrauter Gemahlin – Lady Helena – nehmen sein Vetter Major MacNabbs sowie Grants Kinder, der zwölfjährige Robert und seine sechzehnjährige Schwester Mary, an der Reise teil. Mit an Bord der Duncan reist Jacques Paganel, ein zerstreuter französischer Geograf, der sich aufgrund einer Schiffsverwechslung auf der Duncan eingeschifft hat. Durch Paganels Mund flicht Jules Verne im weiteren Verlauf der Handlung umfangreiche geografische Belehrungen in den Text ein.
Nach zügiger Fahrt erreicht die Jacht Südamerika. Lord Glenarvan und seine Gefährten durchqueren den Kontinent entlang des 37. Breitengrades. Dabei geraten sie in den Anden in ein Erdbeben. Robert wird von einem Kondor entführt, kann jedoch gerettet werden. Sie finden in Südamerika keine Spur der Verschollenen. Als sie während ihres Rittes über die Pampa in eine Überschwemmung geraten, können sie sich auf einen Baum retten. Während sie auf dem Baum festsitzen, beschäftigt sich Paganel mit der Interpretation der Flaschenpost. Er glaubt nun, der Wortfetzen „austral“ deute auf Australien hin, „indi“ im französischen Text verweise auf „indigenes“, Eingeborene. Wieder an Bord der Duncan, steuert die Besatzung den fünften Kontinent an.
An der Westküste von Australien brechen die Gefährten zu einer Expedition durch das Land auf, die im Sturm beschädigte Duncan wird nach Melbourne zur Reparatur geschickt. Dort soll sie die weiteren Befehle von Lord Glenarvan erwarten. Bald treffen sie auf Ayrton, einen ehemaligen Matrosen Kapitän Grants. Er berichtet, der Schiffbruch habe sich an der Ostküste ereignet. Er selbst habe bisher geglaubt, der einzige Überlebende zu sein. Ayrton rät dem Lord und seinen Gefährten, mit ihm den Kontinent zu durchqueren. Unterwegs ereignen sich mysteriöse Zwischenfälle, die am Ende dazu führen, dass die Reisenden hilflos in der Wildnis festsitzen. Ayrton wird von dem misstrauisch gewordenen Major MacNabbs als Ben Joyce, Anführer einer Bande entflohener Sträflinge und Verursacher der Zwischenfälle, entlarvt. Ayrton schießt auf Glenarvan und entflieht. Der Lord, durch den Schuss an der Hand verletzt, diktiert dem Geografen einen Befehl an die Duncan, vor der nur wenige Tagesreisen entfernten Ostküste zu kreuzen, um die Gefährten aufzunehmen. Doch der Bote wird von Ayrtons Bande überfallen, dieser selbst bemächtigt sich des Briefes und eilt nach Melbourne. Er plant, das Schiff an der Ostküste in die Hände der Verbrecher zu spielen, um als Pirat im Pazifik zu kreuzen. Entkräftet und tief enttäuscht erreicht Glenarvan mit den Seinen die Küste: Das Unternehmen, Grant zu finden, ist endgültig gescheitert, die Duncan an die Seeräuber verloren, die treue Besatzung wohl getötet. Man beschließt, über Neuseeland in die Heimat zurückzukehren.
Vor Neuseeland erleiden die Gefährten Schiffbruch. Zwar können sie sich zur Küste retten, fallen aber bald kannibalischen Māori in die Hände. In der Nacht vor der Hinrichtung gelingt die Flucht. An der Küste treffen sie überrascht auf die völlig unversehrte Duncan: Paganel hatte bei Glenarvans Diktat in seiner Zerstreutheit „Neuseeland“ statt „Australien“ geschrieben. Daran hat sich der Schiffskommandant stur gehalten. Ayrton, der seinen Plan scheitern sah, hatte so heftig dagegen protestiert, dass er von der Mannschaft eingesperrt wurde.
Glenarvan ordnet die Rückkehr nach Schottland an, dort soll Ayrton dem Gericht überstellt werden. Dieser ringt dem Lord jedoch die Zusage ab, auf einer weit abgelegenen, unbewohnten Insel ausgesetzt zu werden. Für dieses Exil wählt man die Maria-Theresia-Insel. Auf ihr findet man den so lange gesuchten Kapitän Grant und seine beiden Matrosen. Jetzt klärt sich auch die entscheidende Fehlinterpretation auf: Den Wortfetzen „abor“ im französischen Text hatte man als „aborder“, „an Land gehen“, gedeutet. Tatsächlich wäre es als „Tabor“, der französische Name dieser Insel, zu lesen gewesen.
Ayrton wird wie geplant auf der Insel zurückgelassen und glücklich kehrt man in die Heimat zurück.

## Wertung
Das Werk lebt von seinen schrecklichen Katastrophen, überraschenden Wendungen und wunderbaren Rettungen, und zwischendurch berichtet der zerstreute Paganel über die Geschichte der Erforschung Patagoniens, Australiens und Neuseelands. Der Roman ist wegen der wechselnden Schauplätze und der Vielzahl der handelnden Figuren farbiger als manch anderer Roman Jules Vernes. Im ersten Band haben sich die Protagonisten hauptsächlich mit Widrigkeiten der Natur wie Erdbeben, wilden Tieren und Überschwemmungen auseinanderzusetzen, in den beiden anderen Bänden haben sie es mit menschlichen Widersachern – zum Beispiel Sträflingen und Kannibalen – zu tun. Die Figur des Ayrton, der zum Schluss auf einer einsamen Insel ausgesetzt wird, taucht auch in Jules Vernes Roman Die geheimnisvolle Insel auf. Dort wird Ayrton von den Protagonisten aufgrund einer von Kapitän Nemo fingierten Flaschenpost aus seiner Verbannung gerettet. Lord Glenarvan macht sein Versprechen wahr und rettet ihn zusammen mit den gestrandeten Ballonfahrern.

## Adaptionen

### Verfilmungen
- Der Roman wurde bereits 1901 unter seinem Originaltitel in Frankreich von Ferdinand Zecca verfilmt.
- Zwei weitere Stummfilm-Versionen folgten 1913 wiederum unter dem Originaltitel und in Frankreich unter der Regie von Victorin Jasset und Henry Rousell.
- Die erste Tonfilm-Fassung realisierte Wladimir Wainstock 1936 in der Sowjetunion unter dem Titel Deti Kapitana Granta. Die von Isaak Dunajewski geschriebene Filmmusik gilt als eines seiner größten Werke.
- Walt Disney produzierte dann 1962 den britisch-US-amerikanischen Spielfilm Die Abenteuer des Kapitän Grant (In Search of the Castaways). Diese von Robert Stevenson mit Maurice Chevalier, Hayley Mills und George Sanders erstellte Fassung gilt heute als die bekannteste Verfilmung.
- 1969 plante das ZDF, den Roman als Adventsvierteiler für das Fernsehen zu verfilmen. Man bildete sich dann jedoch schnell die Meinung, dass die Handlung des Romans nicht als Vorlage für einen Abenteuer-Vierteiler ausreichen würde und wandte sich stattdessen später anderen Verne-Romanen wie Zwei Jahre Ferien zu.
- Eine 7-teilige sowjetisch-bulgarische TV-Verfilmung aus dem Jahr 1985 entstand unter der Leitung von Stanislaw Goworuchin unter dem Titel Auf der Suche nach Kapitän Grant. Dabei wurde die Filmmusik aus der Verfilmung aus dem Jahre 1936 verwendet.

### Hörspiel
- Das Bunte Märchenkarussell (1968)
  - Regie: Heinz-Günter Stamm, Bearbeitung:Anke Stamm
  - Sprecher: Erik Schumann (Lord Glenarian), Marlies Schönau (Arabella), Margot Philipp (Mary), Thomas Margulies (Robert), Joachim Wichmann (Paganel), Harry Kalenberg (Kapitän Grant), Günther Ungeheuer (Ayrton), Karl Renar (Burck), Gerd Baltus (James Grant)
- Maritim (1974)
  - Regie und Bearbeitung: Kurt Vethake
  - Sprecher: Peter Schiff (Erzähler), Eberhard Krug (Lord Glenarian), Monika Ogorek (Lady Helena), Ina Patzlaff (Mary), Santiago Ziesmer (Robert), Gerhard Zimram (Kapitän Grant), Peter Larsen (Paganel), Rolf Marnitz (Ayrton), Klaus Jepsen (Austin), Herbert Weiß (Thalcave), Hans Mahlau (Maggles), Heinz Rabe (Major MacNabbs), Hans Schwarz (Mulrady), Hans Eberhard (Sherwood), Hermann Nespech (O'Moors)

- Das Hörspiellabel Europa brachte 1979 zwei etwa 40-minütige Folgen unter dem Titel Die Kinder des Käpt'n Grant unter der Regie von Heikedine Körting heraus. Als Erzähler fungierte Karl Walter Diess. Weitere Sprecher waren Christian Rode, Ingrid Andree, Lothar Grützner, Torsten Sense, Judith Gerstenberg, Klaus Stieringer, Gernot Endemann, Rolf Mamero, Gerd Martienzen, Andreas von der Meden, Til Erwig, Rolf Mamero, Karl-Ulrich Meves, Klaus Stieringer, Knut Hinz, Benno Sterzenbach, Peter Kirchberger und Wolfgang Jürgen.[1][2]
- Holy Klassiker (2021)
  - Regie: Dirk Jürgensen, Bearbeitung: Stefan Senf
  - Sprecher: Tobias Nath (Lord Glenervan), Dagmar Bittner (Lady Helena), Moira May (Mary), Christian Zeiger (Robert), Michael Pan (Paganel), Bert Franzke (Kapitän Grant), Florian Hoffmann (Kapitän Mangles), Stefan Senf (Ayrton), Gerrit Schmidt-Foß (Thalcave), Swen Mai (Will Halley), Jan Langer (Häuptling Kai-Kumu), Pat Murphy (Priester Kara-Tete)

### Textausgaben
- Jules Verne: Die Kinder des Kapitäns Grant. 2 Bände, übersetzt von Walter Gerull, mit den Illustrationen der französischen Erstausgabe von Riou und Pannemaker, Diogenes, Zürich 1977. ISBN 3-257-20404-3 (Band 1) und ISBN 3-257-20405-1 (Band 2)
- Jules Verne: Die Kinder des Kapitäns Grant. Übersetzt von Walter Gerull, illustriert von Werner Klemke, Verlag Neues Leben, Berlin 2005. ISBN 978-3-355-01706-0 (Gekürzte Ausgabe)

### Sekundärliteratur
- Heinrich Pleticha (Hrsg.): Jules Verne Handbuch. Deutscher Bücherbund/Bertelsmann, Stuttgart, München 1992.
- Volker Dehs, Ralf Junkerjürgen: Jules Verne. Stimmen und Deutungen zu seinem Werk. Phantastische Bibliothek Wetzlar, Wetzlar 2005.
- Volker Dehs: Jules Verne. Eine kritische Biographie. Artemis & Winkler, Düsseldorf 2005, ISBN 3-538-07208-6.
- Matthias Schwartz: Die Kinder des Kapitän Grant. Zur Geopoetik des Abenteuers in Vladimir Vajnštoks Verne-Verfilmung von 1936. In: Magdalena Marszałek, S. Sasse (Hrsg.): Geopoetiken. Geographische Entwürfe in den mittel- und osteuropäischen Literaturen. Berlin 2010, ISBN 978-3-86599-106-5, S. 189–224 (einsnull.com).